# 부산 저장소
부산 저장소(영어: Busan Storage Center)은 부산광역시 동구에 있는 규모 21,7000 ~ 22,3000 m2(6,7576 평)의 보급창이다.

## 역사
일본군이 태평양 전쟁을 일으킨 후에 한반도에서 생산한 군수물자를 보관하기 위해 설치하였다. 일본군이 물러난 뒤, "제55병참기지창"이 해당 시설에서 1950년 10월 17일에 재소집되어 1954년 3월 27일에 "제55병참창"으로 개명되었고, 1955년 5월 캠프 마켓으로 옮겨가서 1964년 5월 1일에 해산하였다. 하지만, 부산에서는 여전히 그들의 이름을 따서 제55보급창으로 부르고 있다.
2007년 5월 29일, 화요일에 부산 저장시설(Busan Storage Facility)에서 55 에이커 규모의 부산 저장소로 개편되었다.
부산 동구청은 이 제55보급창을 대한민국 국방부가 주한 미군으로부터 토지를 반환받으면, 협상하여 이양받을 예정이다. 캠프 하야리아의 경우처럼 국방부에 의해 토지값이 폭등할 것을 우려하여 상업(13만 1000m2) 및 준공업(9만6000m2)에서 녹지로 용도를 바꿨다.

## 시설
내부
- POV 급유지점
- 스낵바

주변
- 8번 부두
- 진해 함대지원부대
- 마산 탄약창

## 같이 보기
- 주한 미군의 시설 목록

## 참고
1. ↑  “Headquarters and Headquarters Company, 55th quartermaster Base Depot” (영어). Fort Lee, Virginia: US Army Quartermaster Foundation. 2015년 3월 2일에 원본 문서에서 보존된 문서. 2015년 11월 13일에 확인함.
2. ↑  박철규. “55 보급창”. 《부산역사문화대전》. 한국학중앙연구원. 2023년 6월 25일에 확인함.
3. ↑  Franklin Fisher (2007년 6월 2일). “Civilian named manager of Busan Storage Center” (영어). Stars and Stripes. 2016년 5월 19일에 확인함.
4. ↑  이노성 (2013년 3월 13일). “부산시, 55보급창 자연녹지로 묶은 까닭은”. 국제신문. 2015년 11월 13일에 확인함.
5. ↑  김선호 (2015년 11월 11일). “"55보급창 반환계획, 하야리아보다 치밀하게 세워야"”. 연합뉴스. 2015년 11월 13일에 확인함.

- “Busan Storage Center” (영어). globalsecurity.org. 2015년 11월 13일에 확인함.